# 克爾季什河
克爾季什河是斯洛伐克的河流，位於該國中南部，屬於伊波伊河的右支流，河道全長36.5公里，流域面積238.79平方公里，河畔城鎮有大克爾季什和莫德里卡門。
48°05′N 19°19′E / 48.083°N 19.317°E